# Пхучифа (заповедник)
Пхучифа — заповедник в Таиланде. Он располагается на территории двух районов (ампхе) Тхенг и Виангкен провинции Чианграй. В 1998 году с целью сохранения лесного массива возле горы Пхучифа данная местность получила статус «лесной заповедник».
Лесной заповедник площадью 2500 рай охватывает середину горного хребта Пхипаннам, который тянется вдоль границы между Таиландом и Лаосом. Этот район находится на высоте 1200—1628 м над уровнем моря.
Растительность Пхучифа представлена по всей области заповедника, за исключением вершины горы. В основном произрастают: кастанопсисы, корица, магнолия чампака, сливы, мох, папоротники. Фауна разнообразна, здесь можно увидеть таких животных как кабан, циветы, оленевые, тигры, камышовый кот, кошка Темминка, свиной барсук, зайцы, дикобразовые, летучие мыши, беличьи, шерстокрылы.